# Kireïevsk
Kireïevsk (en russe : Киреевск) est une ville de l'oblast de Toula, en Russie, et le centre administratif du raïon de Kireïevsk. Sa population s'élevait à 25 174 habitants en 2013.

## Géographie
Kireïevsk est située sur la rivière Olen, à 40 km au sud-est de Toula.

## Histoire
L'origine de la ville remonte à la seconde moitié du XIXe siècle. C'est d'abord un village cosaque nommé Kireïevskaïa (Кире́евская). Au XIXe siècle, les gisements de minerai de fer des environs du village commencent à être exploités, principalement pour les fabriques d'armes de Toula. Dans les années 1920, des gisements de lignite sont également mis en exploitation, ce qui contribue à faire de la localité une cité minière. Elle devient en 1934 une commune urbaine renommée Kireïevka (Кире́евка). En 1956, elle reçoit le statut de ville et son nom actuel : Kireïevsk.

## Population
Recensements (*) ou estimations de la population
| 1939* | 1959*  | 1970*  | 1979*  | 1989*  |
| ----- | ------ | ------ | ------ | ------ |
| 7 205 | 17 860 | 21 251 | 27 149 | 30 503 |

| 2002*  | 2006   | 2010*  | 2012   | 2013   |
| ------ | ------ | ------ | ------ | ------ |
| 26 284 | 25 349 | 25 557 | 25 393 | 25 174 |

## Économie
La principale entreprise de la ville est la société KZLMK (OAO Kireïevski zavod legkikh metallokonstrouktsia, en russe : ОАО Киреевский завод легких металлоконструкций) : entreprise spécialisée dans la fabrication de structures métalliques pour bâtiments industriels, agricoles, civils, etc. 